# スーパーマリオ オデッセイ オリジナルサウンドトラック
『スーパーマリオ オデッセイ オリジナルサウンドトラック』（英: SUPER MARIO ODYSSEY ORIGINAL SOUND TRACK）は、Nintendo Switch用ゲームソフト『スーパーマリオ オデッセイ』のサウンドトラック。2018年2月28日にビーイングから発売された。
なお当記事では、楽曲の「Jump Up, Super Star!」や「Break Free (Lead the Way)」、およびiTunesにて先行配信されたダウンロードアルバム『スーパーマリオ オデッセイ サウンドセレクション』についても併せて解説する。

## 概要
Nintendo Switch用ゲームソフト『スーパーマリオ オデッセイ』のサウンドトラック。ディスクは4枚組構成となっており、全部136曲収録してある。
特典として、オリジナルステッカーが2枚封入してある。ブックレットには、ボーカル曲2曲の日本語版の歌唱担当した向原愛海、作曲担当の久保直人、郷原繁利、ディレクターの元倉健太のコメントや、ポリーンの設定資料が掲載されている。購入特典として、購入した店舗からマスキングテープが配布された。
「Jump Up, Super Star! (ショートバージョン)」「Jump Up, Super Star! 〜オデッセイでっせい〜 (ショートバージョン)」「Jump Up, Super Star! カラオケ (ショートバージョン)」「Jump Up, Super Star! 〜オデッセイでっせい〜 カラオケ (ショートバージョン)」「Jump Up, Super Star! 〜オデッセイでっせい〜 NDCフェスティバルエディション」「キノピオ探検隊」「レインボーパーク」の7曲は収録されていない。
スーパーマリオシリーズのサウンドトラックが発売されたのは、記念盤や非売品のものを除くと、1996年に発売された『スーパーマリオ64 オリジナルサウンドトラック』以来である。

## 収録曲
| #         | タイトル                                       | 作詞      | 作曲              | 時間 |
| --------- | ---------------------------------------------- | --------- | ----------------- | ---- |
| 1.        | 「タイトル」                                   |           | 久保直人          | 1:22 |
| 2.        | 「オープニング 〜ピーチ城上空〜」              |           | 久保直人          | 1:24 |
| 3.        | 「キャッピーとの出会い」                       |           | 藤井志帆          | 1:22 |
| 4.        | 「カブロン」                                   |           | 藤井志帆          | 2:44 |
| 5.        | 「帽子の塔」                                   |           | 藤井志帆          | 2:12 |
| 6.        | 「ブルーダルズ対決前」                         |           | 久保直人 郷原繁利 | 0:46 |
| 7.        | 「ブルーダルズ戦」                             |           | 久保直人          | 1:59 |
| 8.        | 「冒険のはじまり」                             |           | 久保直人 郷原繁利 | 0:15 |
| 9.        | 「ダイナフォー」                               |           | 久保直人          | 4:09 |
| 10.       | 「YOU GOT A MOON! 1」                          |           | 久保直人          | 0:10 |
| 11.       | 「キャプチャー・ティラノサウルス!」            |           | 久保直人          | 1:42 |
| 12.       | 「マダム・ブルード戦!」                        |           | 久保直人          | 2:09 |
| 13.       | 「マリオ、世界の旅へ 〜オデッセイ号 初離陸〜」 |           | 久保直人          | 0:47 |
| 14.       | 「シナリオ紹介 1」                             |           | 久保直人          | 0:14 |
| 15.       | 「アッチーニャ遺跡」                           |           | 久保直人          | 3:55 |
| 16.       | 「さかさピラミッド内部」                       |           | 久保直人          | 2:23 |
| 17.       | 「アッチーニャ 夜」                            |           | 久保直人          | 2:17 |
| 18.       | 「ライドン・バスに乗って」                     |           | 久保直人          | 2:01 |
| 19.       | 「アッチーニャ神戦」                           |           | 久保直人          | 2:44 |
| 20.       | 「アッチーニャ 町」                            |           | 久保直人          | 1:57 |
| 21.       | 「YOU GOT A MOON! 2」                          |           | 久保直人          | 0:07 |
| 22.       | 「スチームガーデン」                           |           | 近藤浩治          | 3:44 |
| 23.       | 「スチームガーデン タンクローゾーン」          |           | 近藤浩治          | 2:08 |
| 24.       | 「メカフワフワさん戦」                         |           | 近藤浩治          | 3:28 |
| 25.       | 「ドレッシーバレー 水中通路」                  |           | 藤井志帆          | 2:23 |
| 26.       | 「ドレッシーバレー」                           |           | 藤井志帆          | 3:23 |
| 27.       | 「ドレッシーバレー 地上」                      |           | 藤井志帆          | 1:54 |
| 28.       | 「クッパの飛行戦艦発見!」                      |           | 久保直人          | 0:36 |
| 29.       | 「クッパ登場」                                 |           | 久保直人          | 0:57 |
| 30.       | 「クッパ戦 1 〜グランドモックの対決〜」        |           | 藤井志帆          | 2:50 |
| 31.       | 「クッパ 砲撃〜オデッセイ号 墜落」             |           | 久保直人          | 0:34 |
| 合計時間: | 合計時間:                                      | 合計時間: | 58:36             |      |

| #         | タイトル                                               | 作詞                  | 作曲      | 編曲      | 歌         | 時間  |
| --------- | ------------------------------------------------------ | --------------------- | --------- | --------- | ---------- | ----- |
| 1.        | 「キャッピーがさらわれた!」                            |                       | 近藤浩治  |           |            | 1:37  |
| 2.        | 「ロス島」                                             |                       | 近藤浩治  |           |            | 3:17  |
| 3.        | 「シナリオ紹介 2」                                     |                       | 久保直人  |           |            | 0:11  |
| 4.        | 「ニュードンク・シティ 夜 1」                          |                       | 久保直人  |           |            | 1:39  |
| 5.        | 「ニュードンク・シティ 夜 2 〜市庁舎〜」               |                       | 久保直人  |           |            | 2:20  |
| 6.        | 「メカハナチャン戦」                                   |                       | 久保直人  |           |            | 3:15  |
| 7.        | 「YOU GOT A GRAND MOON!」                              |                       | 久保直人  |           |            | 0:18  |
| 8.        | 「ニュードンク・シティ」                               |                       | 久保直人  |           |            | 3:22  |
| 9.        | 「バンド演奏 (スーパーマリオブラザーズ 地上)」         |                       | 近藤浩治  | 久保直人  |            | 2:17  |
| 10.       | 「プールサイドで一息」                                 |                       | 近藤浩治  | 久保直人  |            | 2:53  |
| 11.       | 「地下の発電所」                                       |                       | 近藤浩治  | 久保直人  |            | 2:12  |
| 12.       | 「Jump Up, Super Star! NDCフェスティバルエディション」 | Rob Tunstall 鈴木伸嘉 | 久保直人  | 久保直人  | Kate Davis | 4:20  |
| 13.       | 「伝統のフェスティバル終了!」                          |                       | 久保直人  | 久保直人  | Kate Davis | 0:16  |
| 14.       | 「パウダーボウル 町」                                  |                       | 藤井志帆  |           |            | 2:45  |
| 15.       | 「氷の洞くつ」                                         |                       | 久保直人  |           |            | 2:02  |
| 16.       | 「スノーライン・サーキット」                           |                       | 藤井志帆  |           |            | 1:30  |
| 17.       | 「バウンドボウルGP」                                   |                       | 藤井志帆  |           |            | 1:33  |
| 18.       | 「レースリザルト」                                     |                       | 藤井志帆  |           |            | 0:38  |
| 19.       | 「シュワシュワーナ」                                   |                       | 久保直人  |           |            | 4:05  |
| 20.       | 「シュワシュワーナ 水中」                              |                       | 久保直人  |           |            | 2:26  |
| 21.       | 「ホーダン伯爵戦」                                     |                       | 久保直人  |           |            | 3:29  |
| 22.       | 「シナリオ紹介 3」                                     |                       | 久保直人  |           |            | 0:11  |
| 23.       | 「ボルボーノ」                                         |                       | 藤井志帆  |           |            | 3:33  |
| 24.       | 「ペロンツァ広場」                                     |                       | 藤井志帆  |           |            | 3:07  |
| 25.       | 「コック鳥戦」                                         |                       | 藤井志帆  |           |            | 2:58  |
| 26.       | 「ホロビアドラゴン登場」                               |                       | 久保直人  |           |            | 0:53  |
| 27.       | 「ホロビアドラゴン戦」                                 |                       | 藤井志帆  |           |            | 2:58  |
| 28.       | 「クッパ城」                                           |                       | 近藤浩治  |           |            | 3:33  |
| 29.       | 「クッパ城 本丸」                                      |                       | 近藤浩治  |           |            | 2:57  |
| 30.       | 「クッパ 月へ飛び立つ」                                |                       | 久保直人  |           |            | 0:49  |
| 31.       | 「メカブルード戦」                                     |                       | 近藤浩治  |           |            | 3:25  |
| 合計時間: | 合計時間:                                              | 合計時間:             | 合計時間: | 合計時間: | 合計時間:  | 70:49 |

| #         | タイトル                                                 | 作詞                  | 作曲      | 編曲      | 歌         | 時間  |
| --------- | -------------------------------------------------------- | --------------------- | --------- | --------- | ---------- | ----- |
| 1.        | 「次の世界へ」                                           |                       | 久保直人  |           |            | 0:53  |
| 2.        | 「オデッセイ号 月へ」                                    |                       | 久保直人  |           |            | 0:28  |
| 3.        | 「ハニークレーター」                                     |                       | 藤井志帆  |           |            | 2:30  |
| 4.        | 「月の地下洞くつ」                                       |                       | 久保直人  |           |            | 2:53  |
| 5.        | 「ウェディングホール」                                   |                       | 藤井志帆  |           |            | 2:17  |
| 6.        | 「対峙」                                                 |                       | 藤井志帆  |           |            | 0:24  |
| 7.        | 「クッパ戦 2 〜最終決戦〜」                              |                       | 久保直人  |           |            | 3:33  |
| 8.        | 「ピーチ姫 救出…?」                                      |                       | 近藤浩治  | 久保直人  |            | 0:15  |
| 9.        | 「キャプチャー・クッパ!」                                |                       | 藤井志帆  |           |            | 0:08  |
| 10.       | 「ハニークレーター 崩落」                                |                       | 久保直人  |           |            | 2:02  |
| 11.       | 「Break Free (Lead the Way)」                            | Rob Tunstall 鈴木伸嘉 | 久保直人  | 久保直人  | Kate Davis | 2:58  |
| 12.       | 「スタッフロール」                                       |                       | 久保直人  |           |            | 3:03  |
| 13.       | 「ピーチ城周辺」                                         |                       | 郷原繁利  |           |            | 0:32  |
| 14.       | 「ピーチ城」                                             |                       | 近藤浩治  | 藤井志帆  |            | 2:30  |
| 15.       | 「クレイジーキャップ」                                   |                       | 近藤浩治  |           |            | 3:10  |
| 16.       | 「スロットやろっと」                                     |                       | 近藤浩治  | 久保直人  |            | 0:28  |
| 17.       | 「ミニカーチャレンジ」                                   |                       | 岡素世    | 藤井志帆  |            | 1:26  |
| 18.       | 「ノコノコウォーク」                                     |                       | 藤井志帆  |           |            | 0:41  |
| 19.       | 「アスレチックステージ 1」                               |                       | 近藤浩治  |           |            | 2:24  |
| 20.       | 「アスレチックステージ 2」                               |                       | 藤井志帆  |           |            | 2:06  |
| 21.       | 「洞くつステージ」                                       |                       | 近藤浩治  | 久保直人  |            | 1:05  |
| 22.       | 「異世界ステージ」                                       |                       | 藤井志帆  |           |            | 2:09  |
| 23.       | 「雲の上ステージ」                                       |                       | 近藤浩治  | 藤井志帆  |            | 1:40  |
| 24.       | 「Jump Up, Super Star! オルゴールバージョン」            |                       | 久保直人  | 辻勇旗    |            | 1:41  |
| 25.       | 「果ての子守歌 (ダイナフォー オルゴールバージョン)」     |                       | 久保直人  | 辻勇旗    |            | 1:28  |
| 26.       | 「Jump Up, Super Star!」                                 | Rob Tunstall 鈴木伸嘉 | 久保直人  | 村田陽一  | Kate Davis | 4:08  |
| 27.       | 「Jump Up, Super Star! 〜オデッセイでっせい〜」          | 鈴木伸嘉              | 久保直人  | 村田陽一  | 向原愛海   | 4:08  |
| 28.       | 「Break Free (Lead the Way) 日本語バージョン」           | 鈴木伸嘉              | 久保直人  | 久保直人  | 向原愛海   | 2:58  |
| 29.       | 「Jump Up, Super Star! カラオケ」                        |                       | 久保直人  | 村田陽一  |            | 4:08  |
| 30.       | 「Jump Up, Super Star! 〜オデッセイでっせい〜 カラオケ」 |                       | 久保直人  | 村田陽一  |            | 4:08  |
| 31.       | 「Break Free (Lead the Way) カラオケ」                   |                       | 久保直人  | 久保直人  |            | 2:58  |
| 合計時間: | 合計時間:                                                | 合計時間:             | 合計時間: | 合計時間: | 合計時間:  | 65:12 |

| #         | タイトル                                                      | 作詞      | 作曲              | 編曲     | 時間 |
| --------- | ------------------------------------------------------------- | --------- | ----------------- | -------- | ---- |
| 1.        | 「ダイナフォー 8bit版」                                       |           | 久保直人          | 久保直人 | 3:07 |
| 2.        | 「アッチーニャ遺跡 8bit版」                                   |           | 久保直人          | 久保直人 | 2:43 |
| 3.        | 「さかさピラミッド内部 8bit版」                               |           | 久保直人          | 久保直人 | 1:54 |
| 4.        | 「アッチーニャ 夜 8bit版」                                    |           | 久保直人          | 久保直人 | 2:18 |
| 5.        | 「スチームガーデン 8bit版」                                   |           | 近藤浩治          | 近藤浩治 | 2:45 |
| 6.        | 「ドレッシーバレー 8bit版」                                   |           | 藤井志帆          | 藤井志帆 | 2:32 |
| 7.        | 「ロス島 8bit版」                                             |           | 近藤浩治          | 近藤浩治 | 2:28 |
| 8.        | 「アスレチックステージ 2 8bit版」                             |           | 藤井志帆          | 藤井志帆 | 1:35 |
| 9.        | 「地下の発電所 8bit版」                                       |           | 近藤浩治          | 久保直人 | 1:43 |
| 10.       | 「シュワシュワーナ 8bit版」                                   |           | 久保直人          | 久保直人 | 3:04 |
| 11.       | 「ホーダン伯爵戦 8bit版」                                     |           | 久保直人          | 久保直人 | 2:26 |
| 12.       | 「ボルボーノ 8bit版」                                         |           | 藤井志帆          | 藤井志帆 | 2:40 |
| 13.       | 「クッパ城 8bit版」                                           |           | 近藤浩治          | 近藤浩治 | 2:49 |
| 14.       | 「ハニークレーター 8bit版」                                   |           | 藤井志帆          | 藤井志帆 | 2:09 |
| 15.       | 「ハニークレーター 崩落 8bit版」                              |           | 久保直人          | 久保直人 | 1:34 |
| 16.       | 「Break Free (Lead the Way) 8bit版」                          |           | 久保直人          | 久保直人 | 2:39 |
| 17.       | 「Jump Up, Super Star! NDCフェスティバルエディション 8bit版」 |           | 久保直人          | 久保直人 | 4:22 |
| 18.       | 「映写室 地上」                                               |           | 近藤浩治          | 近藤浩治 | 1:43 |
| 19.       | 「映写室 地下」                                               |           | 近藤浩治          | 近藤浩治 | 0:40 |
| 20.       | 「YOU GOT A MOON! 2 8bit版」                                  |           | 久保直人          | 久保直人 | 0:07 |
| 21.       | 「ノリノリ おどりまショー!」                                  |           | 久保直人          |          | 0:13 |
| 22.       | 「クネクネ おどりまショー」                                   |           | 久保直人          |          | 0:21 |
| 23.       | 「ゴロゴロ谷の坂道」                                          |           | 久保直人          |          | 0:50 |
| 24.       | 「クッパ城本丸前」                                            |           | 郷原繁利          |          | 0:33 |
| 25.       | 「キャプチャー・カエル!」                                     |           | 久保直人          |          | 0:08 |
| 26.       | 「オデッセイ号 起動」                                         |           | 藤井志帆          |          | 0:09 |
| 27.       | 「オデッセイ号 パワーアップ!」                                |           | 横田真人          | 久保直人 | 0:09 |
| 28.       | 「誓いの水 解放」                                             |           | 久保直人          |          | 0:11 |
| 29.       | 「月の石 解放」                                               |           | 藤井志帆          |          | 0:19 |
| 30.       | 「新コスチューム追加!」                                       |           | 久保直人          |          | 0:06 |
| 31.       | 「ブルーダルズだ!」                                           |           | 久保直人          |          | 0:06 |
| 32.       | 「マダム・ブルード登場」                                      |           | 久保直人          |          | 0:07 |
| 33.       | 「ジャンゴ登場」                                              |           | 近藤浩治          |          | 0:07 |
| 34.       | 「ホーダン伯爵 激怒」                                         |           | 久保直人          |          | 0:12 |
| 35.       | 「コック鳥登場」                                              |           | 藤井志帆          |          | 0:11 |
| 36.       | 「位置について」                                              |           | 藤井志帆          |          | 0:09 |
| 37.       | 「ラスト一周!」                                               |           | 近藤浩治          | 藤井志帆 | 0:04 |
| 38.       | 「勝利!」                                                     |           | 藤井志帆          |          | 0:06 |
| 39.       | 「残念…」                                                     |           | 藤井志帆          |          | 0:08 |
| 40.       | 「CONGRATULATIONS!」                                          |           | 近藤浩治          | 久保直人 | 0:17 |
| 41.       | 「アッチーニャの調べ」                                        |           | 久保直人 郷原繁利 |          | 2:04 |
| 42.       | 「シュワシュワーナの憂うつ」                                  |           | 久保直人 郷原繁利 |          | 2:05 |
| 43.       | 「パウダーボウルの銀世界」                                    |           | 藤井志帆 郷原繁利 |          | 2:03 |
| 合計時間: | 合計時間:                                                     | 合計時間: | 合計時間:         | 55:56    |      |

## スタッフクレジット
| マスタリングスタジオ       | BIRDMAN MASTERING                                |
| アートディレクション       | 佐藤哲夫（ビーイング）                           |
| デザイン                   | 東郷武司                                         |
| プリントコーディネーション | 神野英之（ビーイング）                           |
| ウェブデザイン             | 北森大介（ビーイング）                           |
| セールスプロモーション     | ビーイング                                       |
| アルバムコーディネーション | 佐々木弘樹（ビーイング）、西村哲宣（ビーイング） |
| スーパーバイザー           | 升田敏則（ビーイング）                           |

## Jump Up, Super Star!
「Jump Up, Super Star!」（ジャンプ・アップ・スーパー・スター）は、The Super Mario Players feat. Kate Davisの楽曲。2017年10月20日よりiTunesにてデジタル配信されている。2017年10月11日から2018年1月31日までの期間限定で、当楽曲のショートバージョンが公式ホームページにて無料配信されていた。Nintendo Switch用ゲームソフト『スーパーマリオ オデッセイ』の主題歌で、マリオシリーズでは初めてのボーカル曲である。テレビコマーシャルでも使用されている。
ゲームに登場するキャラクターのポリーンが歌っているという設定で、劇中でもポリーンが当楽曲を歌うシーンがある。歌唱担当のKate Davisは、ポリーンの声優も担当している。作詞は、鈴木伸嘉が日本語の原案を作り、その後Nintendo of Americaのローカライズメンバーが完成させた。
ボーカルバージョンは、テレビコマーシャルで使用されたバージョンとゲーム内の挿入歌として使用されたバージョン（NDCフェスティバルエディション）の2種類がある。最初にNDCフェスティバルエディションが制作され、その後に村田陽一による編曲でテレビコマーシャルで使用されたバージョンが制作された。
2017年6月14日に「E3 2017」で発表された『スーパーマリオ オデッセイ』の2ndトレーラーにて初めて公開された。その際はタイトルや歌手は不明だった。6月15日に公式Twitterにて、タイトルとポリーンが歌っているという設定が発表された。
2017年11月28日に、日本語版である「Jump Up, Super Star! 〜オデッセイでっせい〜」の存在が公式Twitterにて発表された。歌唱担当はシンガーソングライターの向原愛海（現：aimi）。日本語版もゲーム内で使用されており、YouTubeで配信されている『ニャニャニャ! ネコマリオタイム』内のコーナーの「ベストショットでっせい」の挿入歌としても使用されている。
2017年11月30日に、英語版と日本版の両方がJOYSOUNDで配信され、カラオケで歌えるようになることが発表された（またゲーム映像も配信されている。ただしどちらもショートバージョンのみ、DAMでは配信されていない）。
曲中には、『スーパーマリオブラザーズ』のコイン獲得の音や、ジャンプの音が挿入されており、間奏部分では、『ドンキーコング』の25mのBGMのフレーズが使われている。NDCフェスティバルエディションでは、これらに加えて、『ドンキーコング』でのマリオがポリーンの持ち物を獲得した際に流れる音が挿入されている。
『大乱闘スマッシュブラザーズ SPECIAL』のステージ「ニュードンク市庁舎」のBGMでは、同曲が収録されている。

### 収録曲
1. Jump Up, Super Star! [4:06]
作詞：Rob Tunstall・鈴木伸嘉、作曲：久保直人、編曲：村田陽一

### 使用されているゲーム作品
- 大乱闘スマッシュブラザーズ SPECIAL（NDCフェスティバルエディション）
- 太鼓の達人 (AC版)（Short Version）
- 太鼓の達人 Nintendo Switchば～じょん!（Short Version）
- マリオテニス エース（NDCフェスティバルエディション）
- リングフィット アドベンチャー
- マリオゴルフ スーパーラッシュ（NDCフェスティバルエディション）

| イントロ〜サビ2 | イントロ〜サビ2 | → | サビ3〜アウトロ | サビ3〜アウトロ |
|                 | 変ホ長調 (E♭)   | → |                 | ホ長調 (E)      |

## Break Free (Lead the Way)
「Break Free (Lead the Way)」（ブレイク・フリー・リード・ザ・ウェイ）は、The Super Mario Players feat. Kate Davisの楽曲。『スーパーマリオ オデッセイ』の挿入歌である。月の国でクッパに勝利した後に発生するイベントのシーンで使われている。
「Jump Up, Super Star!」とは違い、ゲームの発売まで存在が伏せられていた。また、ゲームが発売してからも、正式の曲名などは明かされていなかった。2017年12月20日に、正式の曲名が公式のTwitterにて発表された。ゲーム内では「ハニークレーター - 脱出」というタイトルになっている。
この曲は元々は「Jump Up, Super Star!」の案の一つとして制作された。作曲担当の久保直人がディレクターの元倉健太に披露した際に、元倉がこの曲を気に入り、挿入歌として使用されることになった。
間奏部分には、『スーパーマリオ64』のBGMの「クッパのテーマ」と『ドンキーコング』の25mのBGMのフレーズが使われている。
この曲も「Jump Up, Super Star!」と同様に日本語版が存在する。ボーカルは「Jump Up, Super Star! 〜オデッセイでっせい〜」と同じく向原愛海（現：aimi）。
英語版・日本語版共に、2017年12月22日にiTunesで配信が始まった。

### 使用されているゲーム作品
- 大乱闘スマッシュブラザーズ SPECIAL

|  | ハ長調 (C) |

## スーパーマリオ オデッセイ サウンドセレクション
『スーパーマリオ オデッセイ サウンドセレクション』（英: SUPER MARIO ODYSSEY SOUND SELECTION）は、Nintendo Switch用ゲームソフト『スーパーマリオ オデッセイ』のサウンドトラック。2017年12月22日よりiTunesにてデジタル配信されている。『スーパーマリオ オデッセイ オリジナルサウンドトラック』の収録曲の中から12曲を先行配信ということで発売された。ジャケット写真は、マリオとポリーンが描かれている。2017年12月21日に公式Twitterにて、配信が発表された。
「Jump Up, Super Star! カラオケ (ショートバージョン)」と「Jump Up, Super Star! 〜オデッセイでっせい〜 カラオケ (ショートバージョン)」はこのアルバム限定の曲となっている。

### 収録曲
| #         | タイトル                                                                      | 作詞                  | 作曲      | 編曲      | 歌         | 時間  |
| --------- | ----------------------------------------------------------------------------- | --------------------- | --------- | --------- | ---------- | ----- |
| 1.        | 「ダイナフォー」                                                              |                       | 久保直人  |           |            | 4:07  |
| 2.        | 「アッチーニャ遺跡」                                                          |                       | 久保直人  |           |            | 3:52  |
| 3.        | 「スチームガーデン」                                                          |                       | 近藤浩治  |           |            | 3:41  |
| 4.        | 「ニュードンク・シティ」                                                      |                       | 久保直人  |           |            | 3:20  |
| 5.        | 「Jump Up, Super Star! NDCフェスティバルエディション」                        | Rob Tunstall 鈴木伸嘉 | 久保直人  | 久保直人  | Kate Davis | 4:18  |
| 6.        | 「パウダーボール 町」                                                         |                       | 藤井志帆  |           |            | 2:42  |
| 7.        | 「クッパ城」                                                                  |                       | 近藤浩治  |           |            | 3:30  |
| 8.        | 「Break Free (Lead the Way)」                                                 | Rob Tunstall 鈴木伸嘉 | 久保直人  | 久保直人  | Kate Davis | 2:58  |
| 9.        | 「Jump Up, Super Star! 〜オデッセイでっせい〜」                               | 鈴木伸嘉              | 久保直人  | 村田陽一  | 向原愛海   | 4:07  |
| 10.       | 「Break Free (Lead the Way) 日本語バージョン」                                | 鈴木伸嘉              | 久保直人  | 久保直人  | 向原愛海   | 2:58  |
| 11.       | 「Jump Up, Super Star! カラオケ (ショートバージョン)」                        |                       |           |           |            | 1:56  |
| 12.       | 「Jump Up, Super Star! 〜オデッセイでっせい〜 カラオケ (ショートバージョン)」 |                       |           |           |            | 1:56  |
| 合計時間: | 合計時間:                                                                     | 合計時間:             | 合計時間: | 合計時間: | 合計時間:  | 39:25 |